# Dunia Engine
A Dunia Engine a Ubisoft Montreal által kifejlesztett videójáték-motor a Far Cry 2-hoz, amely a Crytek által megalkotott Far Cry második része. A Far Cry 3, 4, 5 és a Far Cry Primal is a Dunia Engine-t használja. A motort PC-re, Xbox 360-ra és PlayStation 3-ra dolgozták ki, alapja a Far Cry 1-ben alkalmazott CryEngine 1 videójáték-motor, amelyet a Ubisoft felvásárolt a Crytektől. Magyarul az arab „dunia” szó „Föld”-et, „világ”-ot vagy „élet”-et jelent.

## Technikai adatok
A Dunia Engine a következő tulajdonságokkal rendelkezik:
- Dinamikus időjárás
- Dinamikus tűz terjedés (az időjárási rendszer része)
- Valósághű tűz
- Fizika (A legtöbb tárgyat el lehet hajítani, elmozdítani, beleértve az emberi testeket és a halott ellenfeleket)
- Nappali és éjszakai váltások
- Dinamikus hangrendszer
- Támogatja a nagy területű térképeket, köztes pályák nélkül
- Nincs előre leprogramozott MI (mesterséges intelligencia)
- Közvetett fények
- A Philips által kifejlesztett amBX technológia a speciális effektekhez
- Támogatja a DirectX 10-et a Windows Vista-n és a DirectX 9-et

## Külső hivatkozások
- Ubisoft hivatalos oldala (angolul)